# Angerhof (Alling)
Angerhof ist ein Gemeindeteil von Alling im oberbayerischen Landkreis Fürstenfeldbruck.
Die Einöde Angerhof liegt circa drei Kilometer westlich von Alling. Sie hatte neun Einwohner bei der Volkszählung am 25. Mai 1987, in zwei Gebäuden mit Wohnraum und jeweils einer Wohnung.

## Baudenkmäler
Siehe: Liste der Baudenkmäler in Angerhof
- Hofkapelle, erbaut 1893